# Defying Gravity
Defying Gravity es una serie de televisión multinacional de ciencia ficción sobre viajes espaciales creada por James D. Parriott. Se estrenó el 2 de agosto de 2009 en la ABC y la CTV y fue cancelada ese mismo año.
Situada en el año 2052, la serie sigue a ocho astronautas (cuatro hombres y cuatro mujeres) de cuatro países durante una misión de seis años a través del Sistema Solar.

## Argumento
La serie sigue la aventura de ocho astronautas bordo de la nave espacial Antares, la siguiente misión tripulada tras el descenso en Marte. La convivencia de los astronautas está siendo grabada y emitida a la Tierra como parte de un documental y como parte de la monitorización de la misión. A pesar del uso de un sistema de supresión de la libido, el "HALO" (Hormone Activated Libido Oppressors), se establecen relaciones románticas entre varios de los miembros de la tripulación. La situación se complica más adelante con una vaina de almacenamiento que contiene algo referido como Beta que ejercerá un fuerte impacto en su misión.

## Desarrollo
El proyecto se inspiró en el docudrama de la BBC Odisea en el espacio: viaje hacia los planetas, emitida por la BBC One en 2004. La serie fue producida por la BBC, Fox Television Studios y Omni Film Productions en asociación con la emisoras canadienses CTV Television Network y SPACE, y la alemana ProSieben.
Inicialmente se programaron trece episodios y la filmación comenzó el 19 de enero de 2009 en Vancouver (Columbia Británica, Canadá) y se extendió por seis meses. Los efectos de imagen generada por computadora fueron desarrollados por Stargate Studios en colaboración con el diseñador de decorados Stephen Gaghan.

## Reparto y personajes

### EnAntares
- Evram Mintz (Eyal Podell) es el médico y psiquiatra de la nave. Es novio de Claire Dereux. Es originario de Israel, donde sirvió en sus Fuerzas de Defensa.
- Jen Crane (Christina Cox) es bióloga. Está casada con Rollie Crane y tuvo una relación en el pasado con Ted Shaw. Es de Canadá.
- Maddux Donner (Ron Livingston) es el ingeniero jefe. Sharon Lewis fue su amante antes de que ella muriera durante una misión a Marte. Actualmente es amigo con derecho a roce de Nadia Schilling y tiene, además, una difícil relación con Zoe Barnes. Es de Iowa (Estados Unidos).
- Nadia Schilling (Florentine Lahme) es piloto. Tiene una relación de amigos con beneficios con Maddux Donner. Es de Alemania. El creador de la serie, James Parriott, indicó posteriormente que la intención era revelar que Nadia era realmente intersexual y los efectos del objeto Beta le estaban transformando en el hombre que pudo ser.
- Paula Morales (Paula Garcés) es la especialista de carga, piloto designado para el descenso en Venus y la responsable del documental a bordo para niños. Procede de Brownsville (Texas, Estados Unidos).
- Steve Wassenfelder (Dylan Taylor) es un experto en física teórica. Es estadounidense.
- Ted Shaw (Malik Yoba) es el comandante de Antares. Está casado con Eve Weller y tuvo una relación con Jen Crane en el pasado. Es estadounidense.
- Zoe Barnes (Laura Harris) es geóloga. Tuvo una relación de una noche con Maddux Donner quien desconoce que acabó en un embarazo con aborto. Es de Estados Unidos.

### En la Tierra
- Ajay Sharma (Zahf Paroo) era el ingeniero de vuelo original pero, tras un problema cardiaco originado por Beta, fue asignado a la misión de control. Es de Mumbai (India).
- Claire Dereux (Maxim Roy) es la médica de evaluación y novia de Evram Mintz. Es de Francia y estudió medicina en Montreal (Canadá).
- Eve Weller-Shaw (Karen LeBlanc) trabaja junto a Mike Goss. Pertenece a Bertram Corporation y estuvo a cargo de la selección de la tripulación. Eve está casada con Ted Shaw y es de Nueva Orleans (Luisiana, Estados Unidos).
- Mike Goss (Andrew Airlie) es el director de la misión de control de vuelo. Estuvo en la misión a Marte.
- Rollie Crane (Ty Olsson) es el antiguo comandante de Antares y trabaja actualmente en la misión de control. Está casado con Jen Crane. Es estadounidense.
- Arnel Poe (William C. Vaughan) trabaja en la misión de control. Perdió sus piernas durante el entrenamiento para la misión del Antares. Es estadounidense.
- Trevor Williams (Peter Howitt) es un periodista del Reino Unido. Sospecha que la ISO no dice la verdad sobre la misión del Antares e intenta averiguar la verdad.

### En Marte
- Sharon Lewis (Lara Gilchrist) permaneció allí junto con Jeff Walker durante una misión previa en el planeta. Era amante de Donner.
- Jeff Walker (Rick Ravanello) permaneció allí junto con Sharon Lewis durante una misión previa en el planeta.

## Episodios
| N.º | Título                                        | Dirigido por      | Escrito por                     | Fecha de emisión original      |
| --- | --------------------------------------------- | ----------------- | ------------------------------- | ------------------------------ |
| 1 | «Pilot» «Piloto»                              | David Straiton    | James D. Parriott               | 2 de agosto de 2009 (ABC/CTV)  |
| Ocho astronautas, cuatro hombres y cuatro mujeres, se preparan para una misión de seis años a bordo de la nave espacial Antares. |                                               |                   |                                 |                                |
| 2 | «Natural Selection» «Selección natural»       | Peter Howitt      | James D. Parriott               | 2 de agosto de 2009 (ABC/CTV)  |
| Antares comienza su misión de explorar los planetas del Sistema Solar. Mediante flashbacks de los últimos cinco años conocemos que Steve es incapaz de nadar y queda descalificado para la misión. Sin embargo, su inclusión fue una imposición por Eve Weller. También sabemos de la relación de una noche de Zoe y Maddox. En el presente, Zoe prueba los trajes diseñados para Venus en busca de escapes. Un error del sistema la ejecta y la fuga causa la pérdia de presión en el espacio. Steve salva la vida de Zoe y se gana el respeto de los demás. |                                               |                   |                                 |                                |
| 3 | «Threshold» «Umbral»                          | Peter Howitt      | Sheri Elwood                    | 9 de agosto de 2009 (ABC/CTV)  |
| Una fuerza misteriosa a bordo de la nave comienza a provocar profundos efectos en la composición biológica de los astronautas y en sus rasgos de personalidad. |                                               |                   |                                 |                                |
| 4 | «H2IK»                                        | Fred Gerber       | Brett Conrad                    | 16 de agosto de 2009 (ABC/CTV) |
| Un malfuncionamiento de origen desconocido envía al Antares hacia un caos al quedar inoperativos los sistemas, causando fallos en sistemas vitales como la energía, la gravedad y la calefacción. |                                               |                   |                                 |                                |
| 5 | «Rubicon»                                     | Marcie Ulin       | Meredith Lavender y Marcie Ulin | 23 de agosto de 2009 (ABC/CTV) |
| Mientras Antares se aproxima a un punto de no retorno, la tripulación debe lidiar con la llegada al límite donde el retorno a la Tierra ya no es una opción. |                                               |                   |                                 |                                |
| 6 | «Bacon»                                       | Marcie Ulin       | Meredith Lavender               | 28 de agosto de 2009 (CTV)     |
| En el paso cercano a la órbita de Venus, algunos de los miembros de la tripulación de Antares luchan contra la culpabilidad y repercusiones de pasadas experiencias, mientras un serio accidente pone en peligro la vida de una tripulante uniéndose los demás en un empeño desesperado por salvarle. |                                               |                   |                                 |                                |
| 7 | «Fear» «Miedo»                                | Jeff Woolnough    | Chris Provenzano                | 4 de septiembre de 2009 (CTV)  |
| Es Halloween en Antares y las fuerzas de la oscuridad se revelan en más de una forma, mientras que alucinaciones febriles comprometen la vida de la tripulación justo cuando están a punto de embarcar en un evento promocional el cual el mundo entero está esperando. |                                               |                   |                                 |                                |
| 8 | «Love, Honor, Obey» «Amar, honrar y obedecer» | Fred Gerber       | Susan Nirah Jaffee              | 11 de septiembre de 2009 (CTV) |
| Una inminente llamarada solar amenaza a la tripulación de Antares con una peligrosa radiación, mientras la extraña fuerza en el Pod 4 finalmente emite un aviso de sirena totalment irresistible. |                                               |                   |                                 |                                |
| 9 | «Eve Ate the Apple» «Eva se comió la manzana» | Peter Howitt      | Blythe Robe                     | 18 de septiembre de 2009 (CTV) |
| La tripulación del Antares descubre el Pod 4 y la verdadera razón de su misión a Venus. |                                               |                   |                                 |                                |
| 10 | «Deja Vu»                                     | Michael Rohl      | Sheri Elwood                    | 2 de octubre de 2009 (SPACE)   |
| Es día de elecciones pero la tripulación a bordo de Antares todavía está digiriendo las noticias sobre la realidad de su misión a Venus. |                                               |                   |                                 |                                |
| 11 | «Solitary» «Solitario»                        | David Straiton    | Meredith Lavender y Marcie Ulin | 9 de octubre de 2009 (SPACE)   |
| En las horas previas al descenso en Venus, los tripulantes de Antares se enfrentan a la soledad y aislamiento del espacio. |                                               |                   |                                 |                                |
| 12 | «Venus»                                       | Sturla Gunnarsson | James D. Parriott               | 16 de octubre de 2009 (SPACE)  |
| Es el día del descenso en Venus, un evento histórico y peligroso que alterará la vida de todos los implicados. |                                               |                   |                                 |                                |
| 13 | «Kiss» «Beso»                                 | Sturla Gunnarsson | James D. Parriott               | 23 de octubre de 2009 (SPACE)  |
| Tras descender en la infernal superficie de Venus, Zoe se dirige hacia un sonido que sólo ella puede oír, atraída por su destino hacia una cierta destrucción. |                                               |                   |                                 |                                |